# せら温泉
せら温泉（せらおんせん）は、広島県世羅郡世羅町にある温泉。
温泉のほかに複数の生薬風呂を備え、大衆演劇の上演も行なわれている。

## 泉質
- 単純放射能冷鉱泉[1]

源泉 14.3℃、PH 8.4、無色微白濁・無味無臭、成分総合計 116mg/kg
なお、温泉利用施設の「せら温泉」の利用する源泉は甲山地区泉源で、香遊温泉（せら香遊ランド）や世羅温泉源泉（赤屋）とは源泉が異なる。

## 歴史
- 1997年（平成9年）「クアハウス今高野」として開業。
- 2008年（平成20年）3月に「せら温泉」としてリニューアルした。

## アクセス
- 山陽自動車道尾道・三原久井の各ICから約30分
- 中国自動車道三次ICから約40分
- JR福塩線備後三川駅から甲山行バス約20分甲山営業所（終点）下車、徒歩5分